# Власово (Смоленская область)
Вла́сово — деревня  в  Смоленской области России,  в Тёмкинском районе. Расположена в восточной части области  в 5 км к юго-западу от Тёмкина. 
Население — 295 жителей (2007 год). Административный центр Медведевского сельского поселения.

## История
22 января 1942 года в деревне произошёл крупный бой между партизанами отряда "Народный мститель" и карательным отрядом фашистов.